# Estação Engenheiro Alberto Tavares Silva
A Estação Engenheiro Alberto Tavares Silva, também conhecida como Estação Engenheiro Alberto Silva ou apenas Estação Alberto Silva, é uma das estações terminais integrante da Linha 1 do Metrô de Teresina, administrada pela Companhia Ferroviária e de Logística do Piauí, localizada na Avenida Maranhão no centro da cidade de Teresina, estado do Piauí, Brasil. Seu nome homenageia Alberto Silva, político que foi por duas vezes governador do Piauí.

## Histórico
A estação foi inaugurada em 18 de março de 2010, sendo a única estação elevada do Metrô de Teresina.
Em março de 2024 foi assinada a ordem de serviço para a revitalização e modernização do Metrô de Teresina. A um custo de R$ 193 milhões o projeto contempla a duplicação da linha em todo o trecho de 13,5 km existente, que liga o bairro Itararé, na zona sudeste, ao Centro da capital, o que deve permitir a circulação de dois trens simultaneamente, um em cada sentido. Também, serão realizadas as reformas das Estações Boa Esperança, Frei Serafim, Renascença, Itararé e da própria estação Engenheiro Alberto Silva.

## Ver Também
- Metrô de Teresina
- Linha 1 do Metrô de Teresina